# Mascarville
Mascarville è un comune francese di 200 abitanti situato nel dipartimento dell'Alta Garonna nella regione dell'Occitania.

## Società

### Evoluzione demografica
Abitanti censiti

## Monumenti

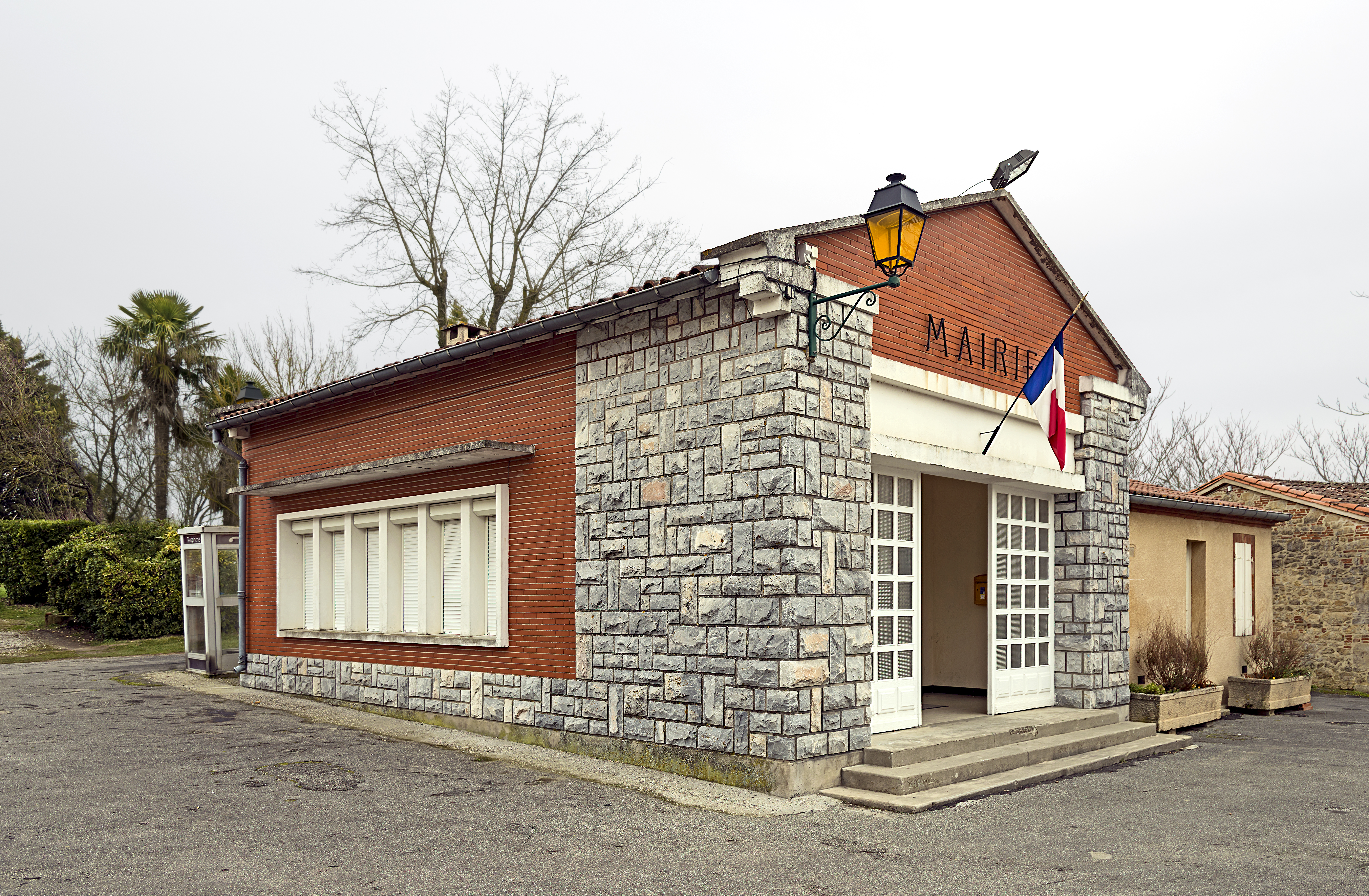
Il municipio..
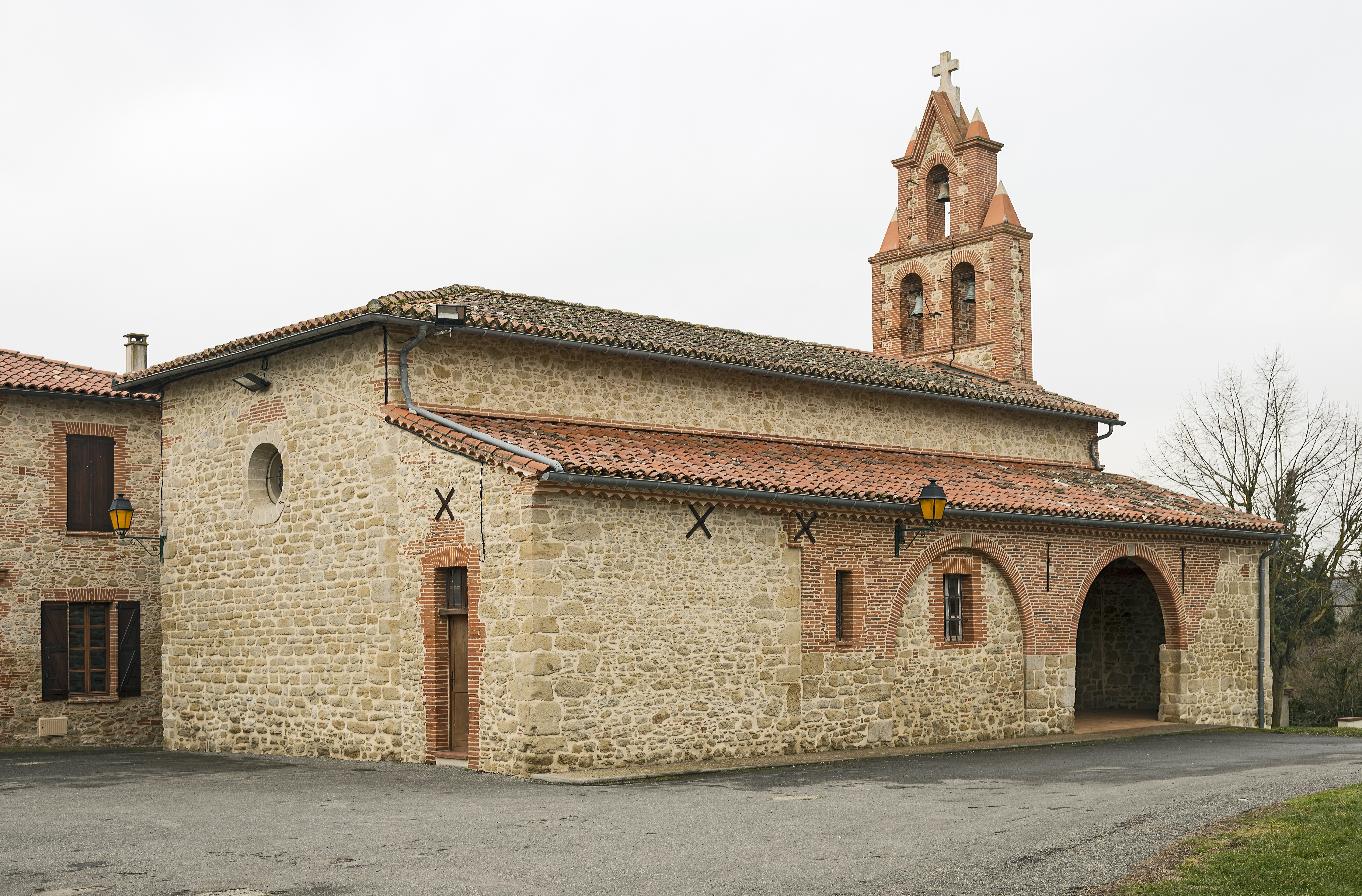
La Chiesa.
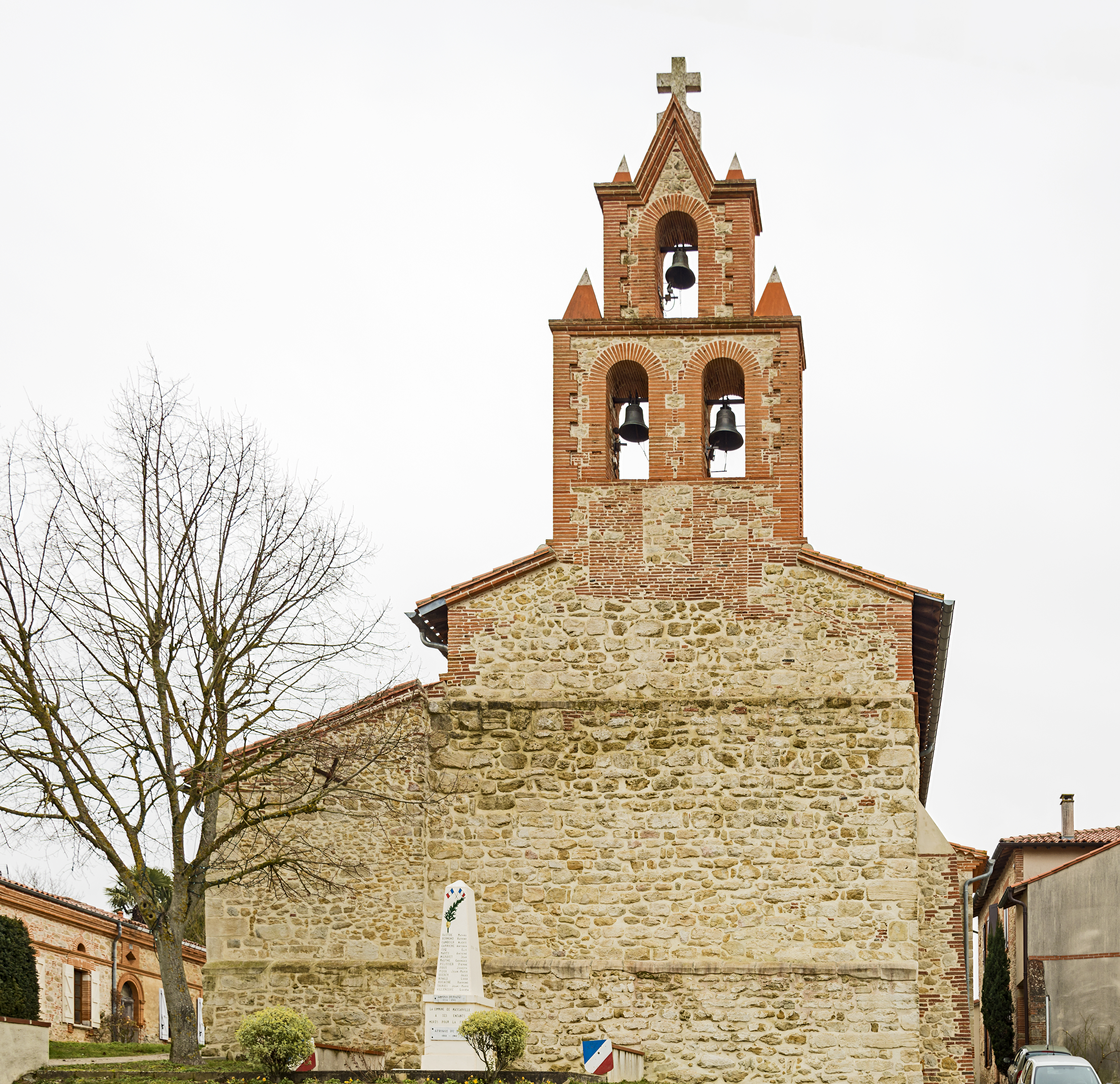
Il campanile a vela